# استارودراژژوو
استارودراژژوو (انگلیسی: Starodrazhzhevo) یک شهرک در شهرستان شارانسکی استان باشقیرستان کشور روسیه است.